# 安頓·薩洛加
安頓·薩洛加（英語：Anton Žlogar，1977年11月24日—），是一名斯洛文尼亞足球运动员，司职中場，目前效力塞甲球队奧莫尼亞。

## 生涯
他曾效力比摩治、哥利卡、奧林比查、帕拉利米尼、安羅科薩斯，目前在塞浦路斯效力奧莫尼亞。
他目前正效力國家隊，並且是參加2000年歐國杯的一員。

## 榮譽

### 哥利卡
- 斯洛文尼亞盃: 2000-01

### 奧林比查
- 斯洛文尼亞盃: 2002-03

### 安羅科薩斯
- 塞浦路斯甲組聯賽: 2007-08
- 塞浦路斯盃: 2006-07
- 塞浦路斯超級盃: 2007

## 連結
- Player profile - NZS
- Career details（页面存档备份，存于） at National Football Teams